# Spargania dulciferata
Spargania dulciferata är en fjärilsart som beskrevs av Walker 1862. Spargania dulciferata ingår i släktet Spargania och familjen mätare. Inga underarter finns listade i Catalogue of Life.